# Menlo Avenue-West Twenty-ninth Street Historic District

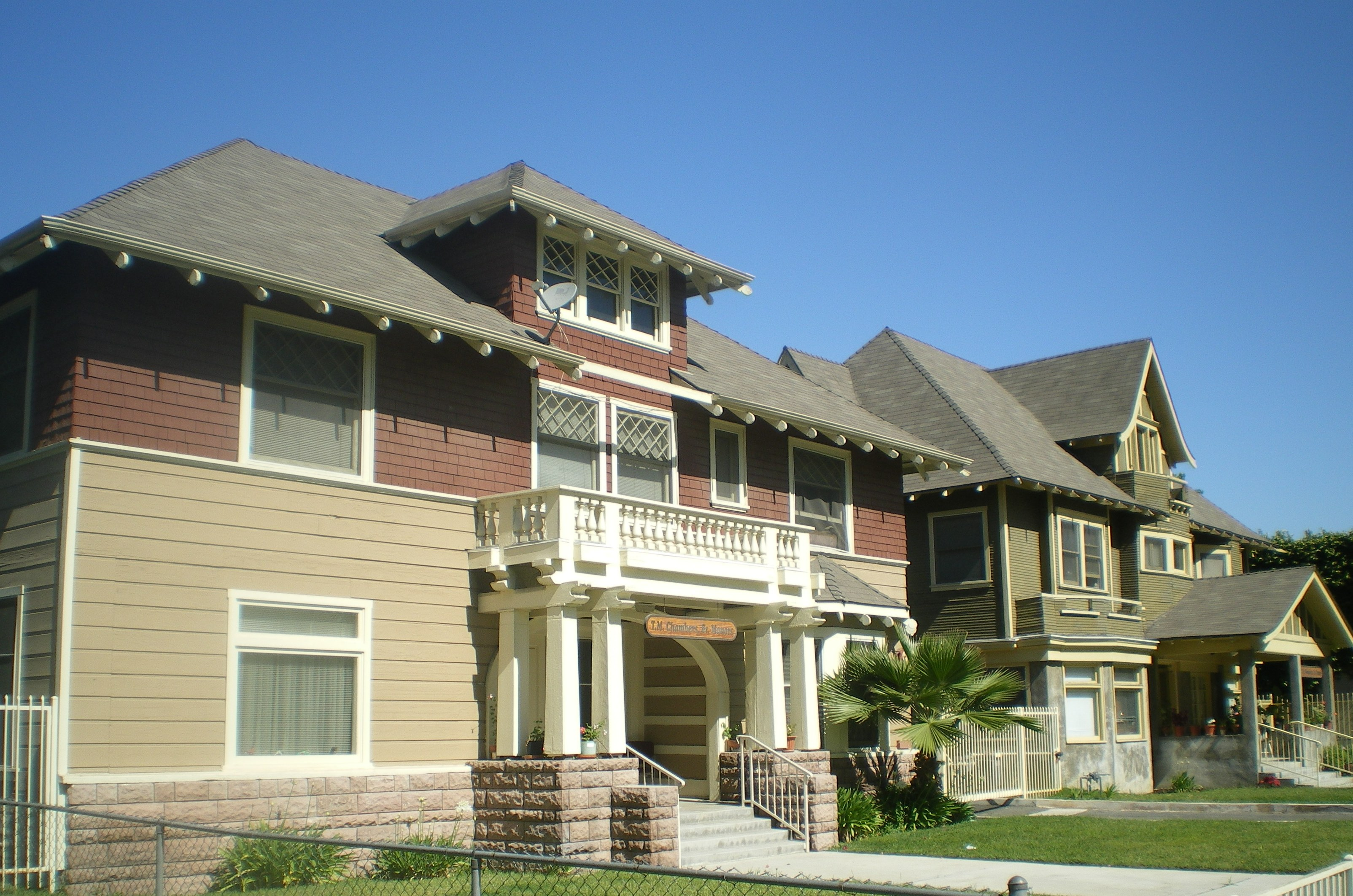
2643 und 2631 South Menlo Avenue

Der Menlo Avenue - West Twenty-ninth Street Historic District ist ein Flächendenkmal im Stadtteil North University Park von Los Angeles, der zum Stadtbezirk West Adams gehört. Das Gebiet besteht aus eine Reihe von Wohnhäusern im späten viktorianischen und im amerikanischen Arts and Crafts-Stil, deren Entstehen bis ins Jahr 1896 zurückreichen. Es wird umgrenzt durch den West Adams Boulevard im Norden, Ellendale Street im Osten, durch die West Thirtieth Street im Süden und die Vermont Avenue im Westen. Nennenswert ist der Denkmalschutzbezirk wegen seiner guterhaltenen Bauten aus jener Architekturperiode, die den Übergang von der späten Viktorianismus zur Stil der Arts-and-Crafts-Bewegung verdeutlicht, die im Süden Kaliforniens zu Beginn des 20. Jahrhunderts einsetzte. Der Bezirk wurde am 12. Februar 1987 als Historic District dem National Register of Historic Places hinzugefügt.

## Einzelobjekte des Ensembles
Es gibt mehr als fünfzig historische Gebäude innerhalb des Menlo Avenue-West Twenty-ninth Street Historic Districts, die einen Querschnitt der Architekturstile von Beginn des 20. Jahrhunderts an darstellen. Zu den herausragenden Häusern des Distrikts gehören:
- 2630 South Menlo Avenue – dieses zweieinhalbstöckige Haus im Craftsman Style entstand um 1899 und ist durch seine asymmetrische Fassade und sein normal geneigtes Giebeldach auffällig. Das Haus wurde verändert, weil ein Teil der Veranda geschlossen wurde und wird als Pension genutzt.[3]
- 2631 South Menlo Avenue – etwa 1903 erbautes zweieinhalb Stockwerke umfassendes Haus, das um 1903 entstand. Es wurde auf einem quadratischen Grundriss erbaut und hat Verzierungen im Tudorstil. Die Außenwände sind im Erdgeschoss aus behauenem Naturstein und im Obergeschoss aus Schindeln. Durch die Verwendung des Steinsockels und die Tudor-Elemente trägt das Haus zur Vielfalt der Gebäude im Denkmalschutzbezirk bei.
- 2643 South Menlo Avenue – zweieinhalbstöckiges Haus mit 390 m² Grundfläche, das 1903 entstand und von der Architekturfirma von Sumner Hunt und Wesley Eager erbaut wurde. Es ist quadratisch und durch den Neoklassizismus beeinflusst. Das steile, gestutzte Dach wird oben von einer Balustrade mit gedrehten Säulen abgeschlossen.

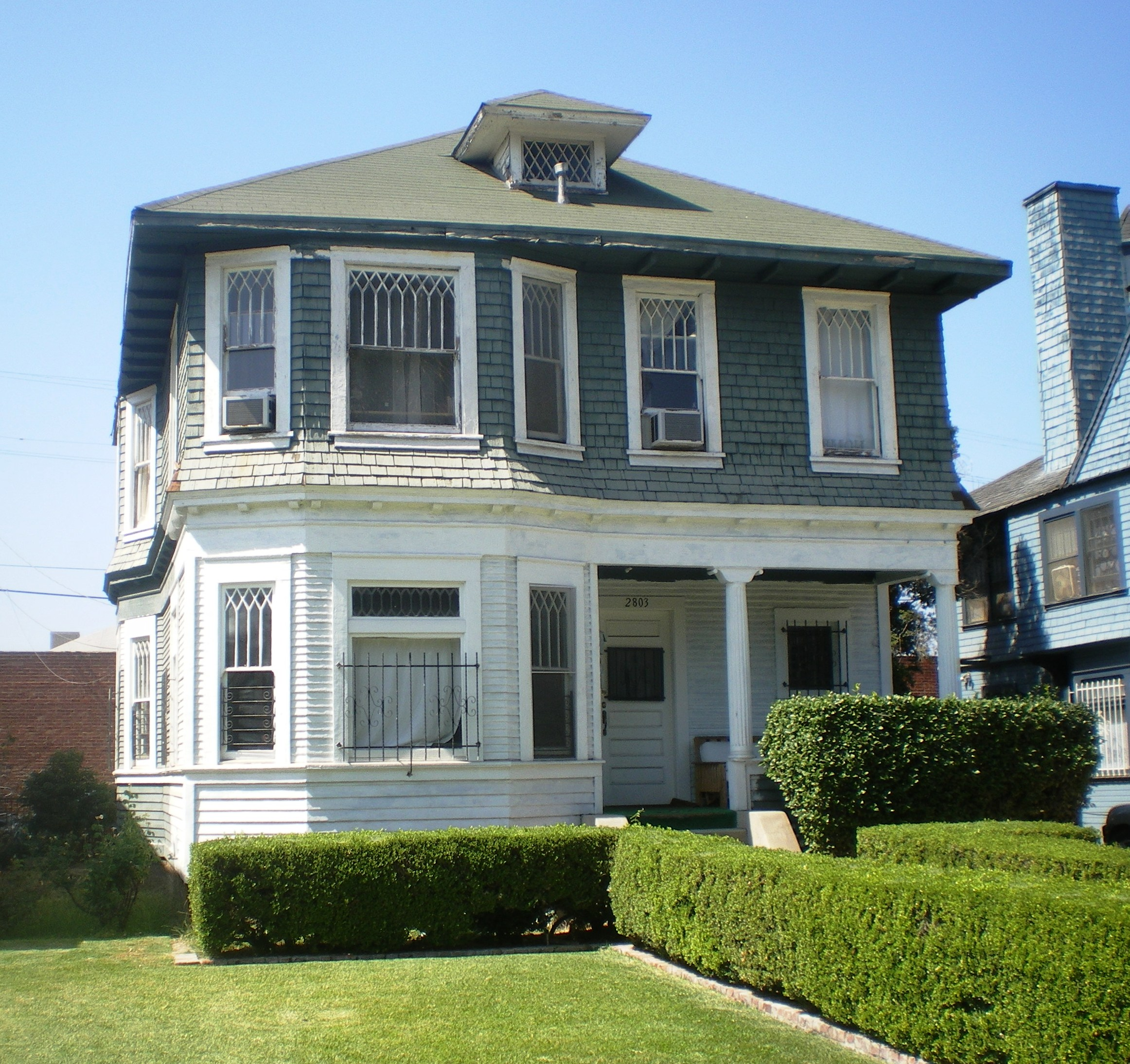
2803 S. Menlo Ave.

- 2646 South Menlo Avenue – das zweistöckige Haus, dessen Entwurf als eklektisch beschrieben wurde, verfügt über einen unregelmäßigen Grundriss und wurde um 1897 durch William F. West erbaut.[4]
- 2663 South Menlo Avenue – das zweieinhalbstöckige Wohnhaus ist ein Beispiel für die Einflüsse des Tudorstil auf den Übergang zum Craftsman-Style und wurde um 1896 errichtet. Es hat eine weitgehend symmetrische Fassade mit einem steil aufgerichteten Giebeldach und abgeschrägten Erkerfenstern. Das Haus wurde 1920 umgebaut. Für die Umwandlung in ein Mehrfamilienhaus wurden die äußeren Enden der Veranda geschlossen, vier zusätzliche Veranden an der Rückfront eingefügt und das Gebäudeinnere wesentlich verändert.[5]
- 2666 South Menlo Avenue – dieses zweieinhalbstöckige Haus mit einem unregelmäßigen Aussehen wurde um 1897 errichtet und vereint Einflüsse des Craftsman, des Queen-Anne-Stil (Schindelverkleidung) und der Richardsonschen Neoromanik.[6]
- 2679 South Menlo Avenue – zweistöckiges um 1901 erbautes Wohnhaus mit 308 m² Wohnfläche und fast quadratischem Grundriss. Der ursprüngliche Eigentümer war Florence Scarborough, die in Italien Musik studierte und musikalische Leiterin des B'nai B'rith Temple an der Kreuzung zwischen Ninth Street und Hope Street war. Ihr Ehemann James Scarborough war Rechtsanwalt und Berater für eine Vielzahl von Unternehmen in Los Angeles.[7]
- 2706 South Menlo Avenue – dieses zweieinhalbstöckige Haus wurde 1904 im Craftsman-Stil gebaut und weist Elemente von alpinen Chalets auf.[8]

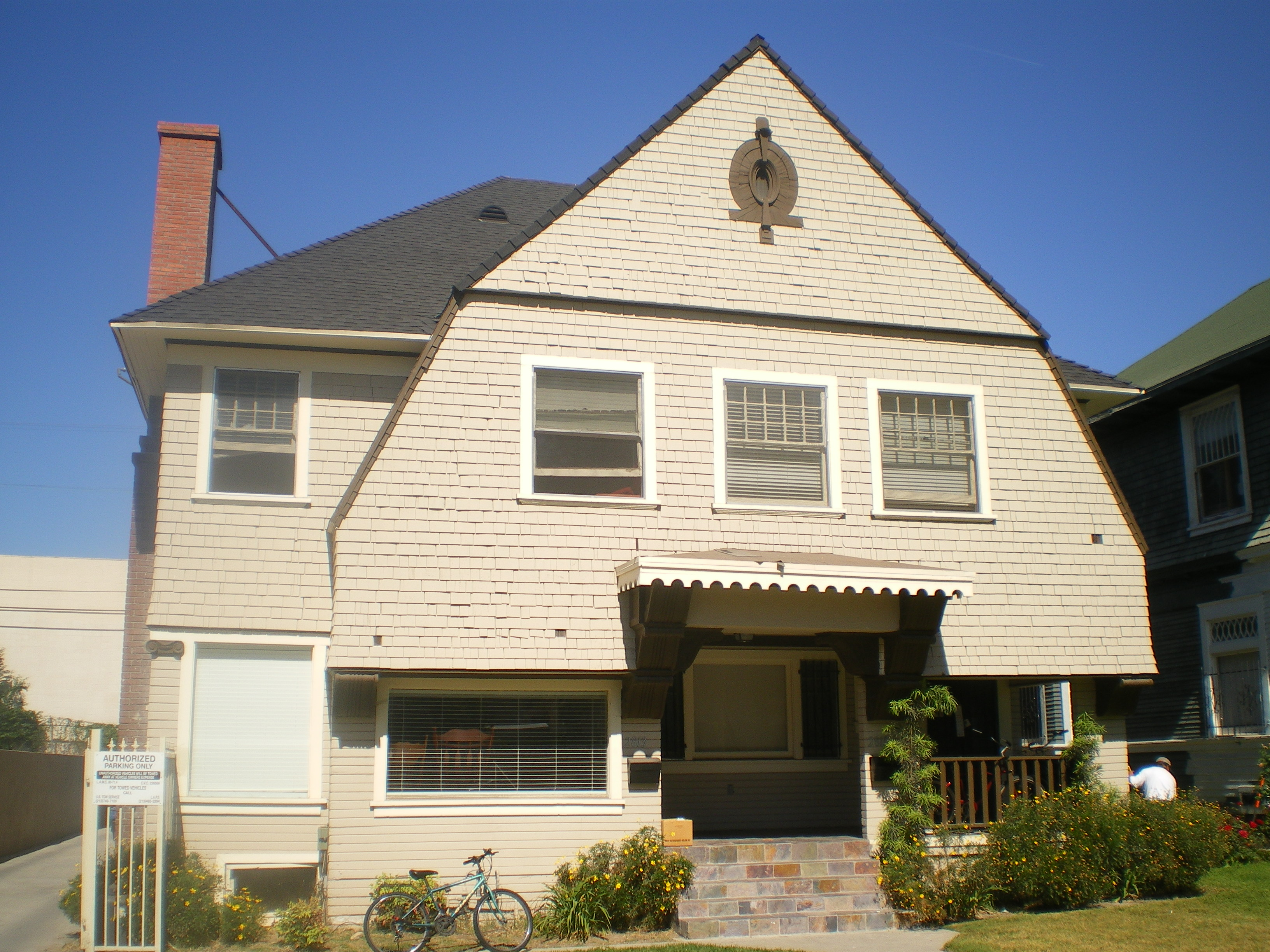
2811-2813 S. Menlo Ave.

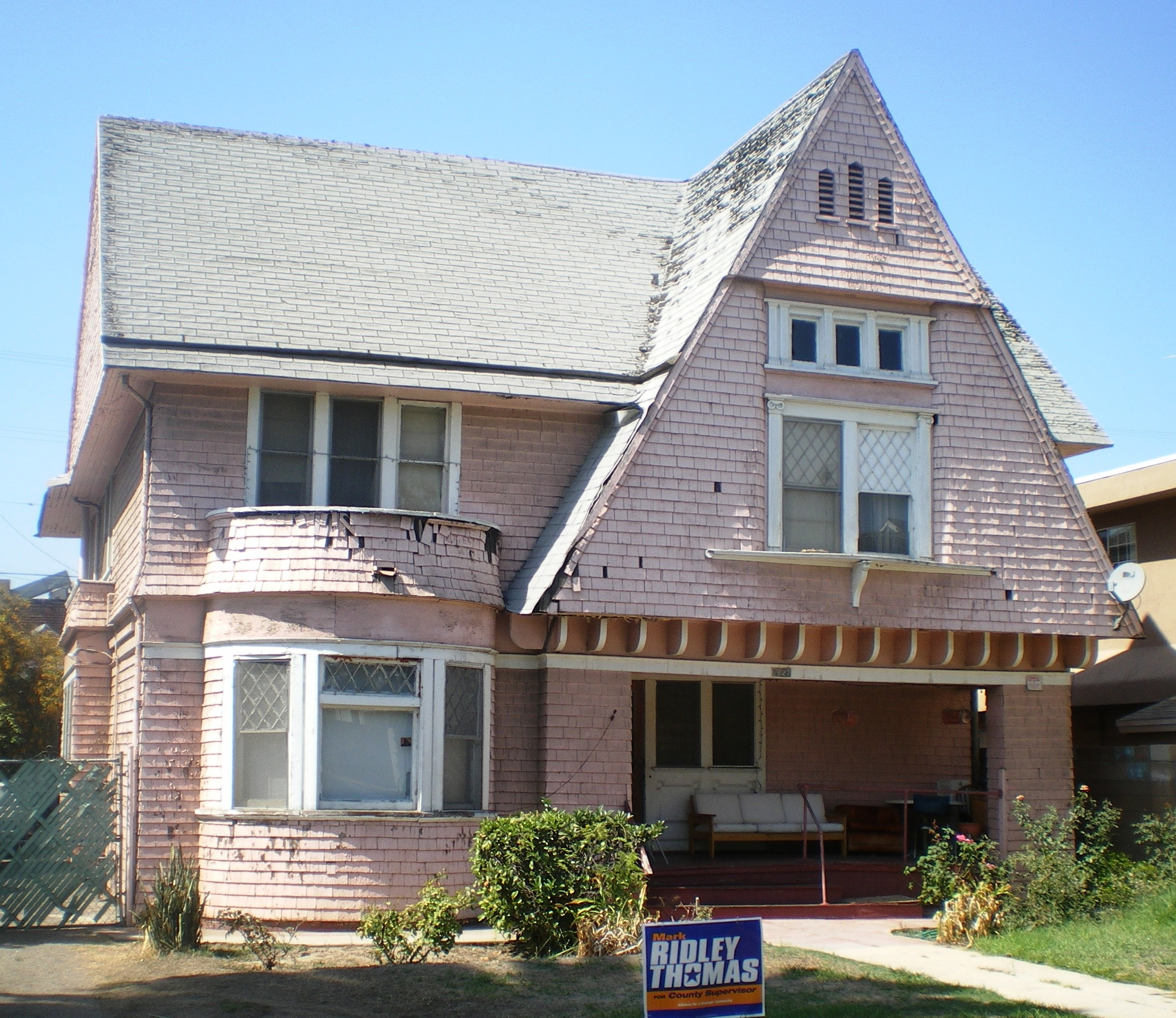
2827 S. Menlo Ave.

- 2712 South Menlo Avenue – das etwa 1897 erbaute zweistöckige Haus hat eine asymmetrische Fassade und wurden durch den Neoklassizismus beeinflusst. Das hoch aufragende Satteldach ist an den Enden abgeschrägt. Die Veranda an der Vorderseite des Hauses wurde in eine geschlossene Form umgewandelt.[9]
- 2723 South Menlo Avenue – das etwa 1897 gebaute zweistöckige Haus ist vermutlich das älteste Gebäude an der Menlo Avenue. Es handelt sich dabei um ein unverändertes Bauwerk im viktorianischen Stil mit italienischen Einflüssen. Seit 1902 wurde es als Pension genutzt.[10]
- 2801 South Menlo Avenue – das zweistöckige Haus wurde vor 1901 erbaut und verfügt über ein steiles Giebeldach und eine über die volle Länge laufende Veranda mit rund Säulen.[11]
- 2803 South Menlo Avenue – das zweistöckige Wohnhaus mit Pyramidendach wurde etwa 1897 erbaut und hat eine zwischen zwei Säulen eingebettete innenliegende Veranda sowie ein zweistöckiger schräger Erker.[12]
- 2811–2813 South Menlo Avenue – zweistöckiges 1898 errichtetes Wohnhaus mit schindelverkleideten Außenwänden im ersten und zweiten Stock. Der Grundriss des Hauses ist unregelmäßig. Das Haus verfügt über zwei Satteldächer im holländischen Stil, die aus der Hauptfassade aufragen und ein abgeplattetes pyramidisches Dach. Das Haus wurde 1912 in ein Doppelhaus umgewandelt.[13]
- 2824 South Menlo Avenue – zweistöckiges schindelverkleidetes Wohnhaus, das vor 1901 entstand.
- 2827 South Menlo Avenue – 1898 erbaut, ist dieses Haus ein gutes Beispiel für schindelverkleidete Gebäude. Es ist eigentlich fast quadratisch und seine hervortretenden Merkmale sind das steile traufständige Giebeldach Hauptfassade und eine ins Auge fallende Giebelwand über der Eingangsveranda. An der linken Seite des Hauses befindet sich im Erdgeschoss eine gebogene Fensterfront, auf der ein Balkon sitzt.[14]
- 2833 South Menlo Avenue – um 1899 entstandenes zweistöckiges Wohnhaus mit asymmetrischer Fassade und einem Satteldach sowie einer abgesetzten Veranda mit Ziergiebel und klassischen Säulen.[15]
- 2615 Ellendale Place – das zweistöckige Gebäude in Anlehnung an den spanischen Kolonialstil wurde um 1908 erbaut. Es befindet sich an der Ecke von Ellendale Place und West Adams Boulevard. Es wurde später zu einem Haus der Studentenverbindung Alpha Gamma Omega an der University of Southern California.

## Galerie

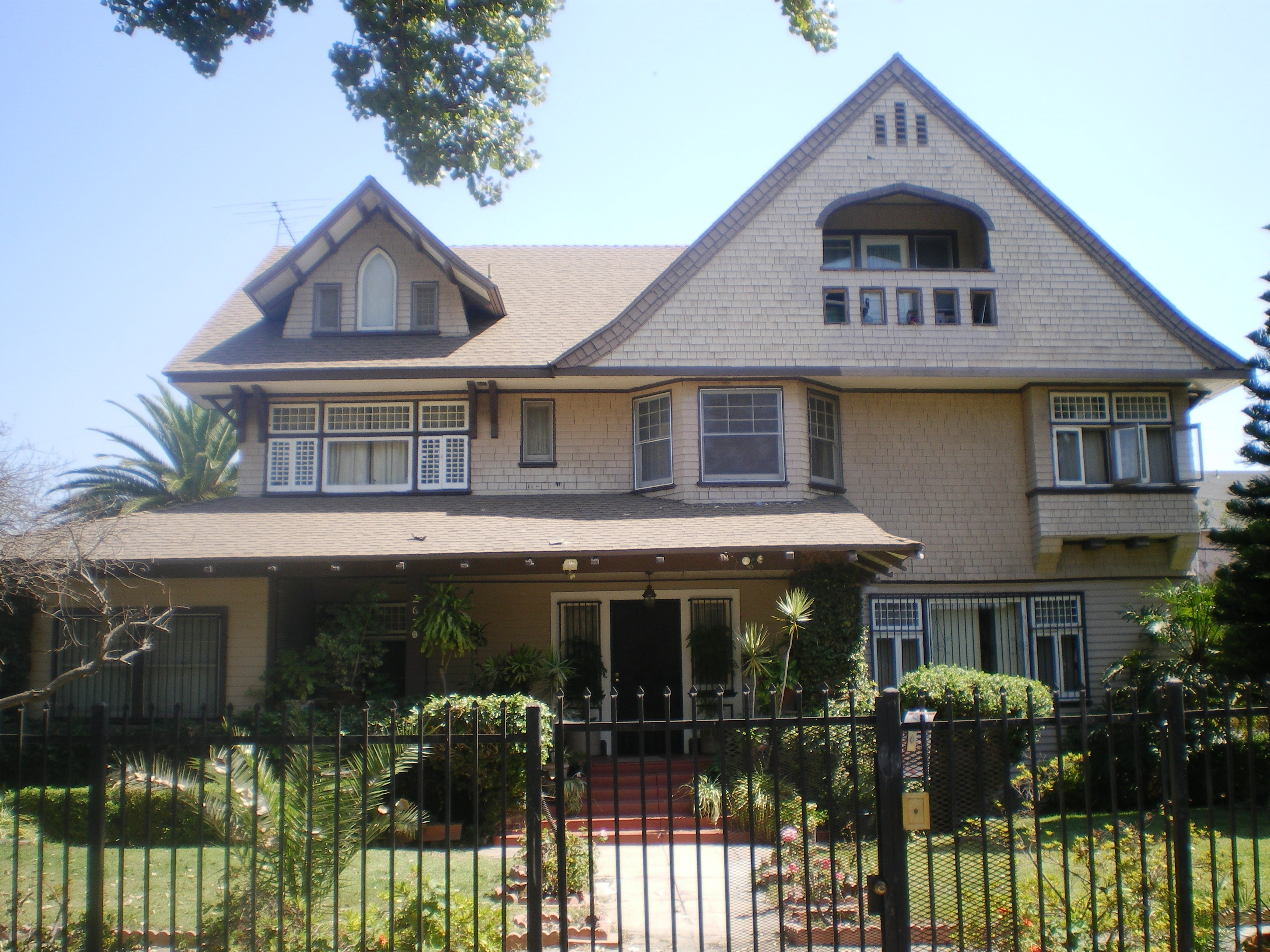
2630 S. Menlo Ave.
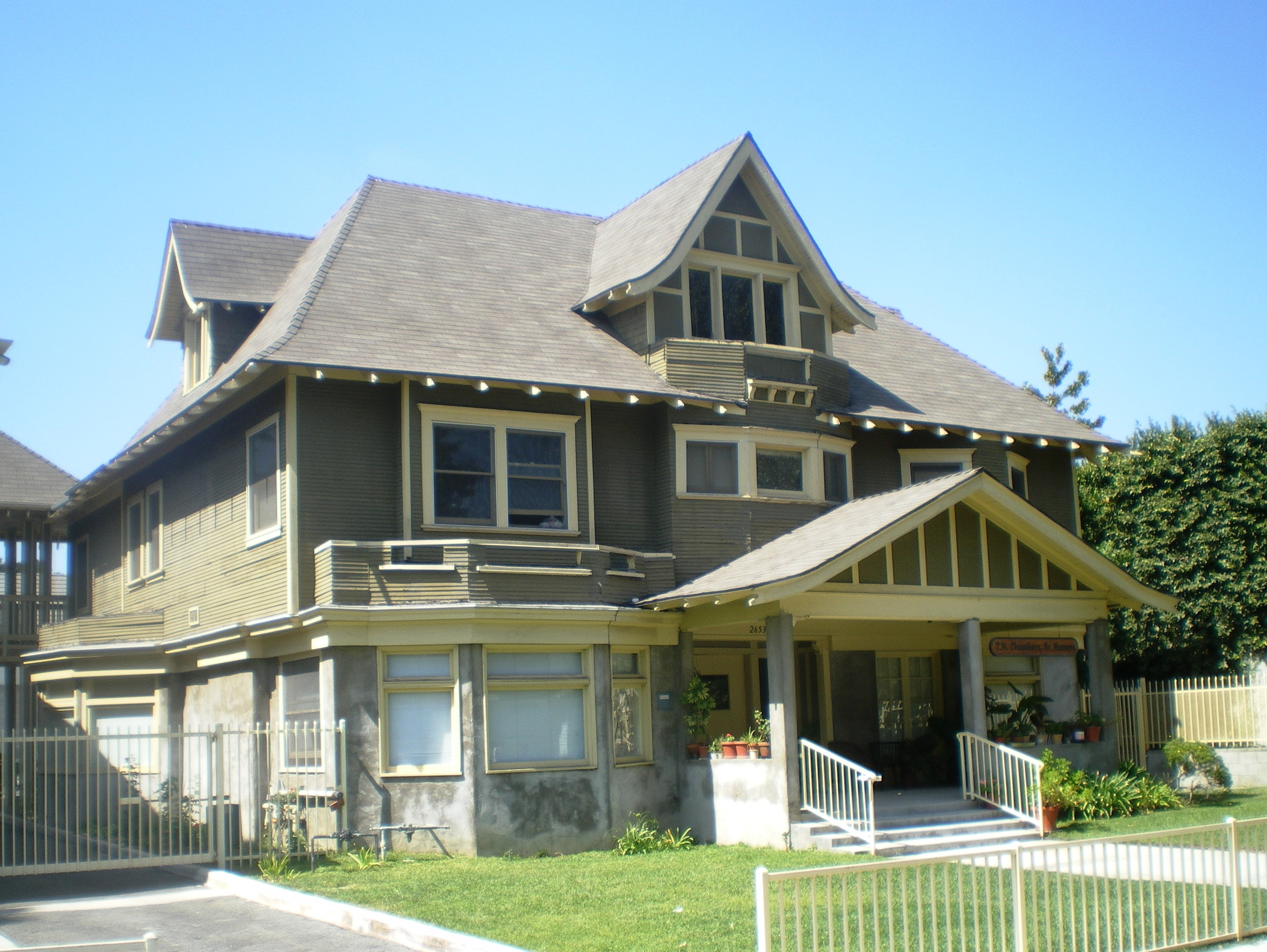
2631 S. Menlo Ave.
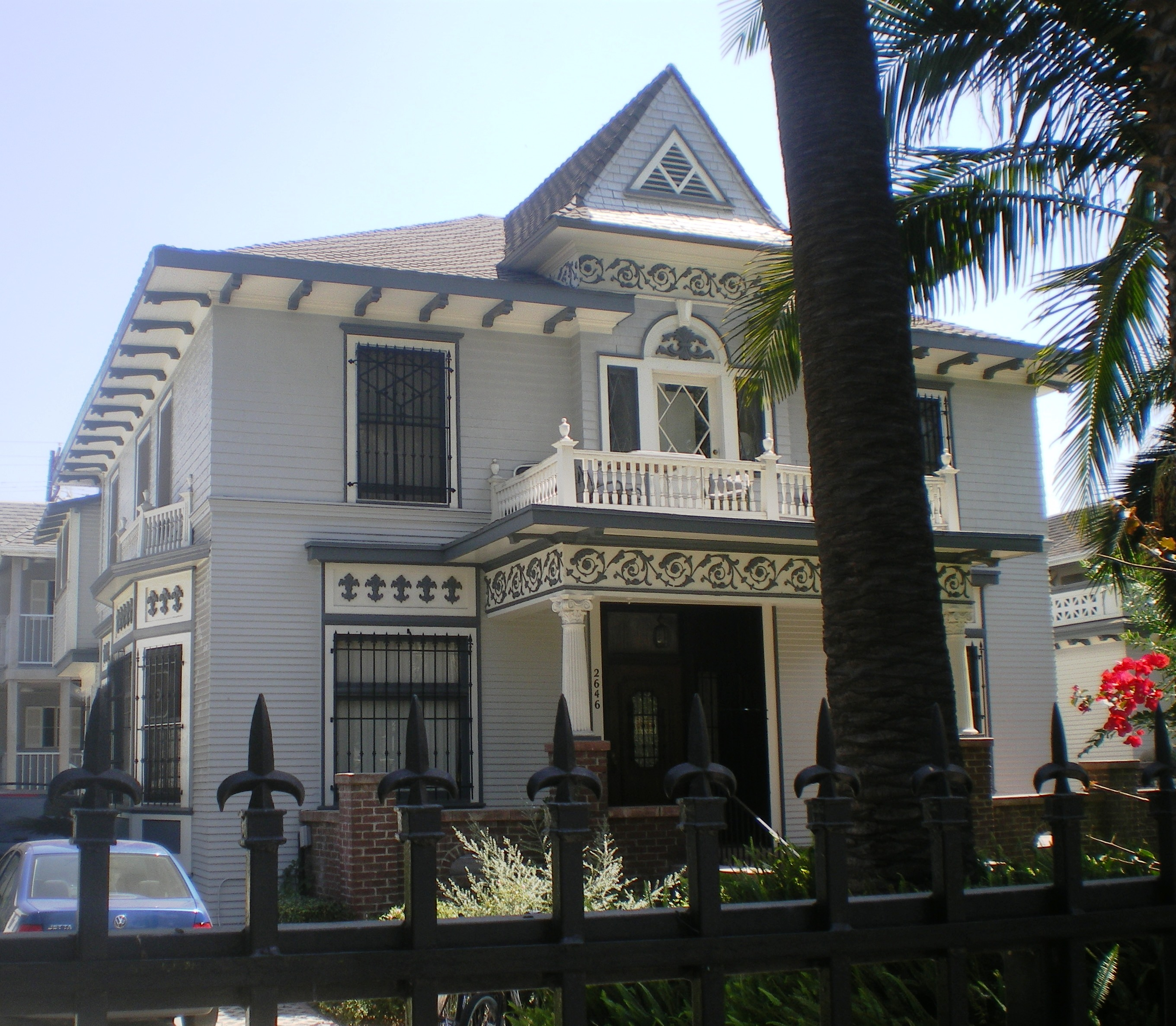
2646 S. Menlo Ave.
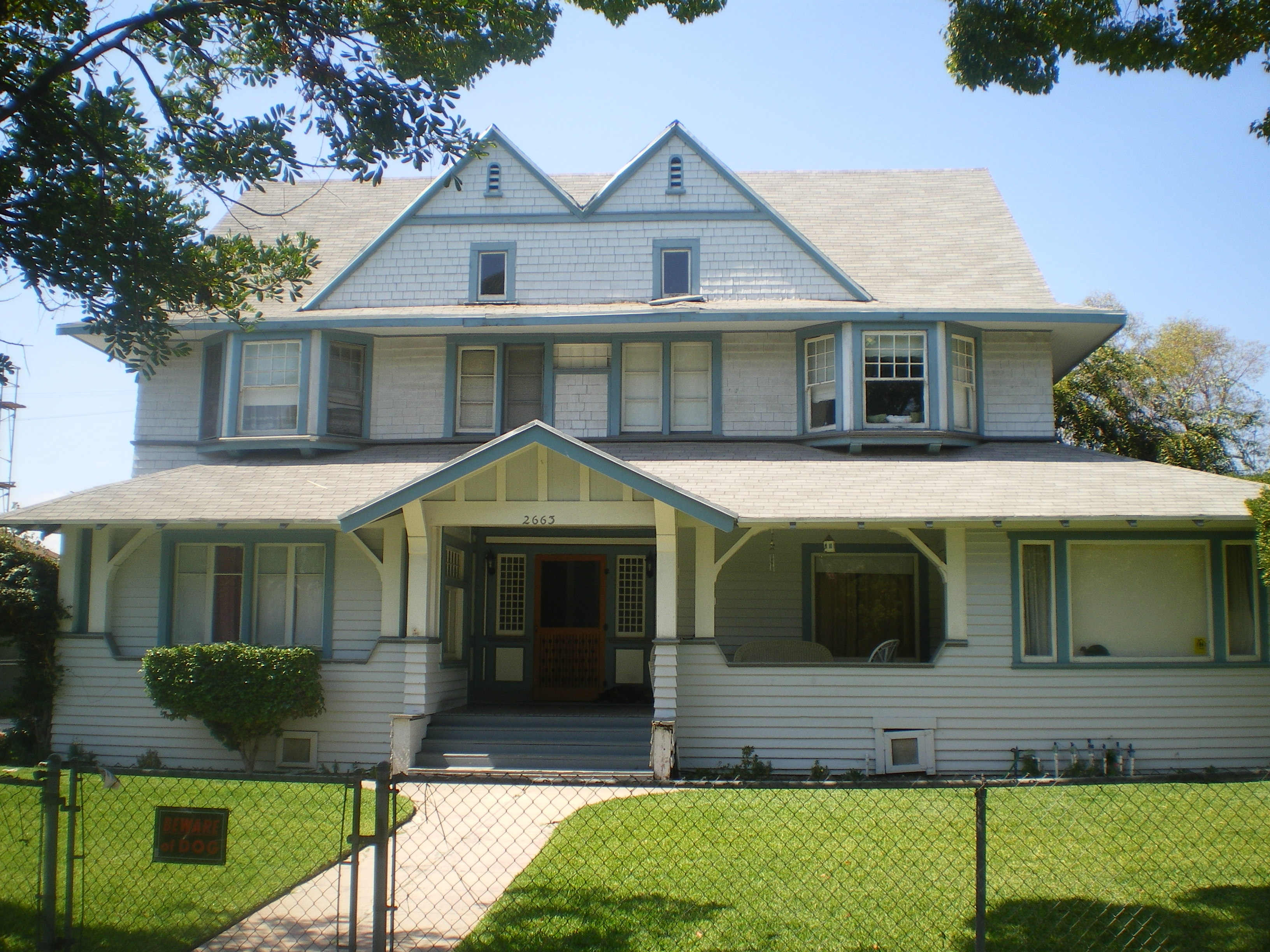
2663 S. Menlo Ave.
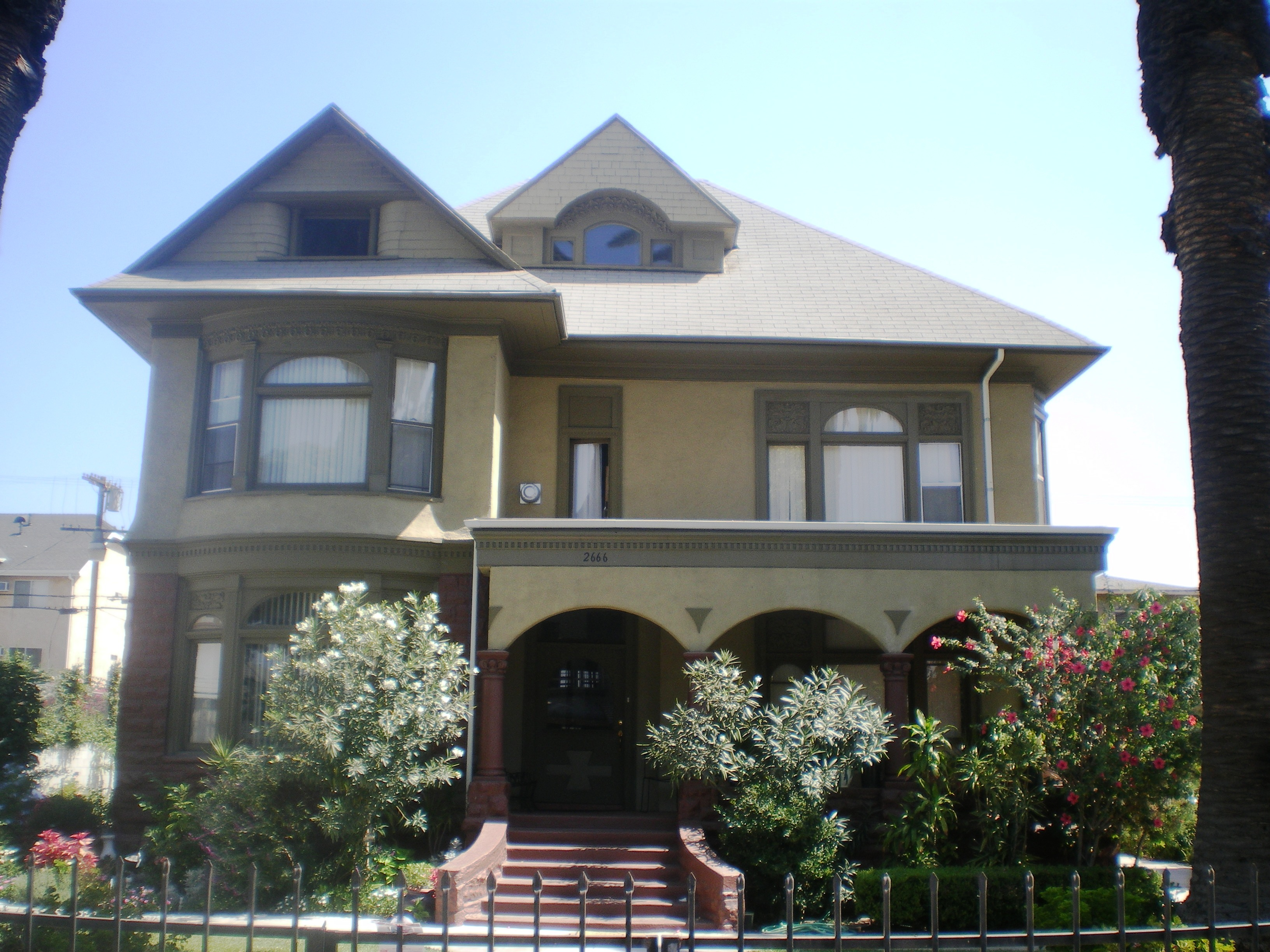
2666 S. Menlo Ave.
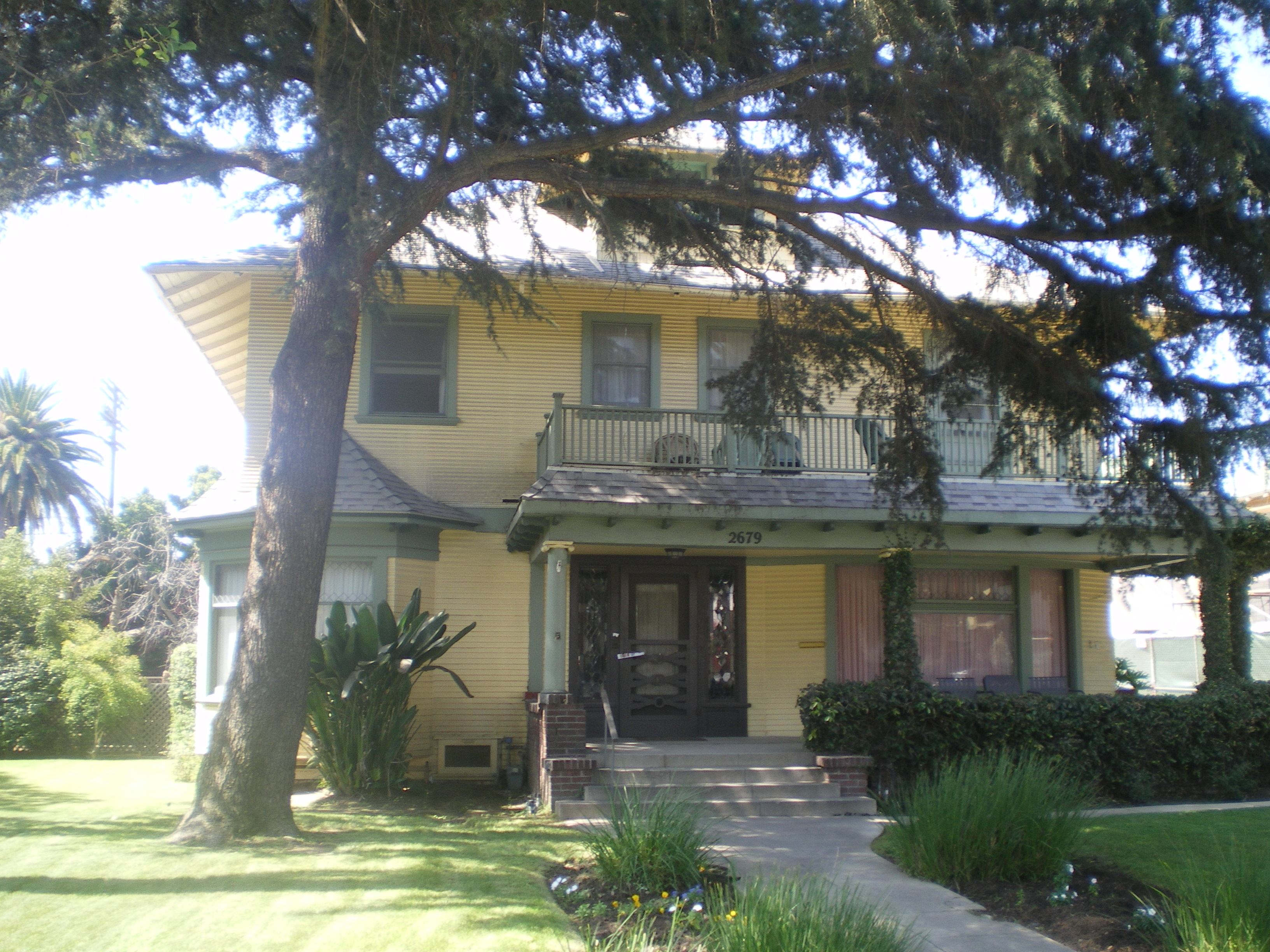
2679 S. Menlo Ave.
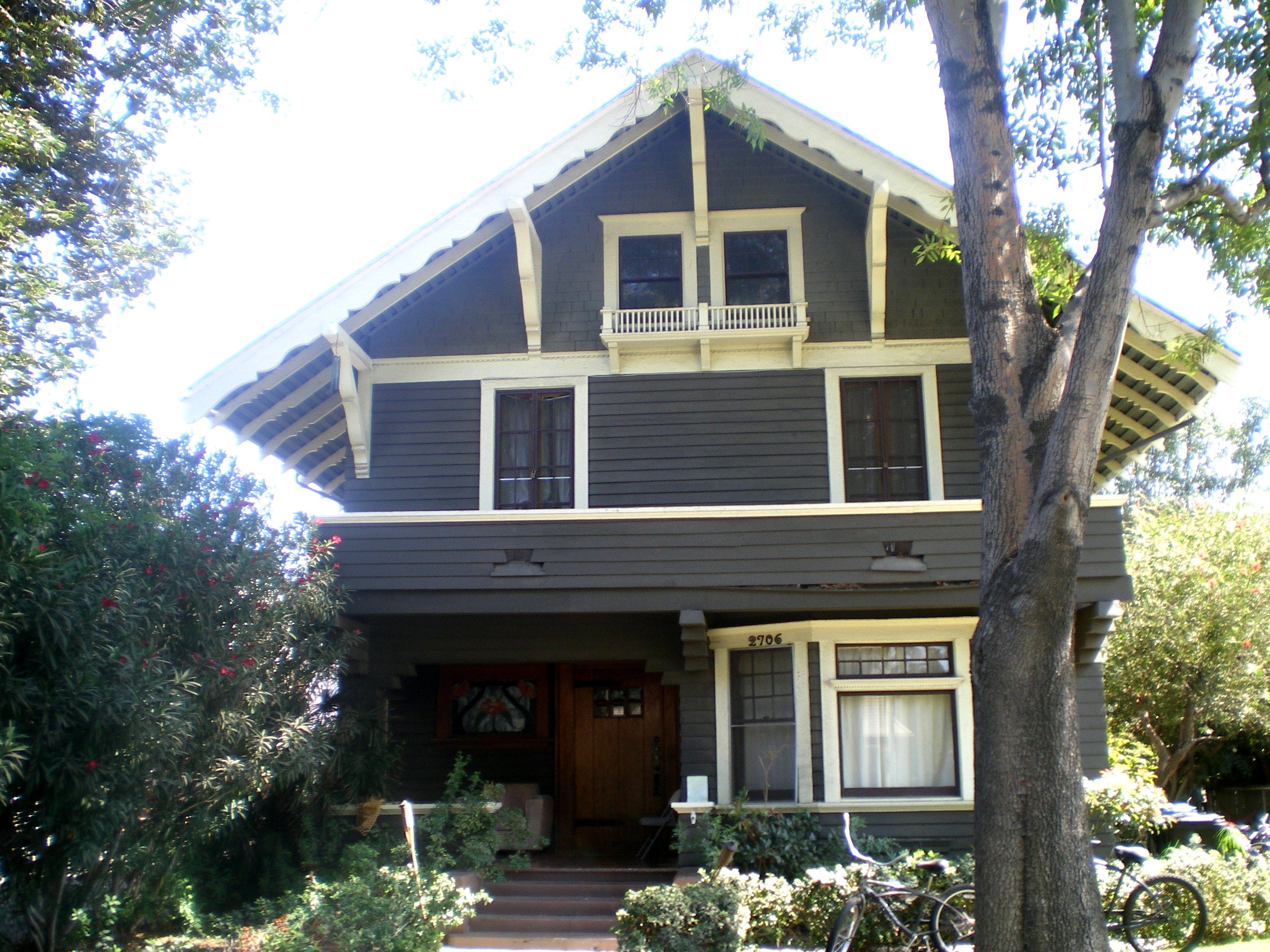
2706 S. Menlo Ave.
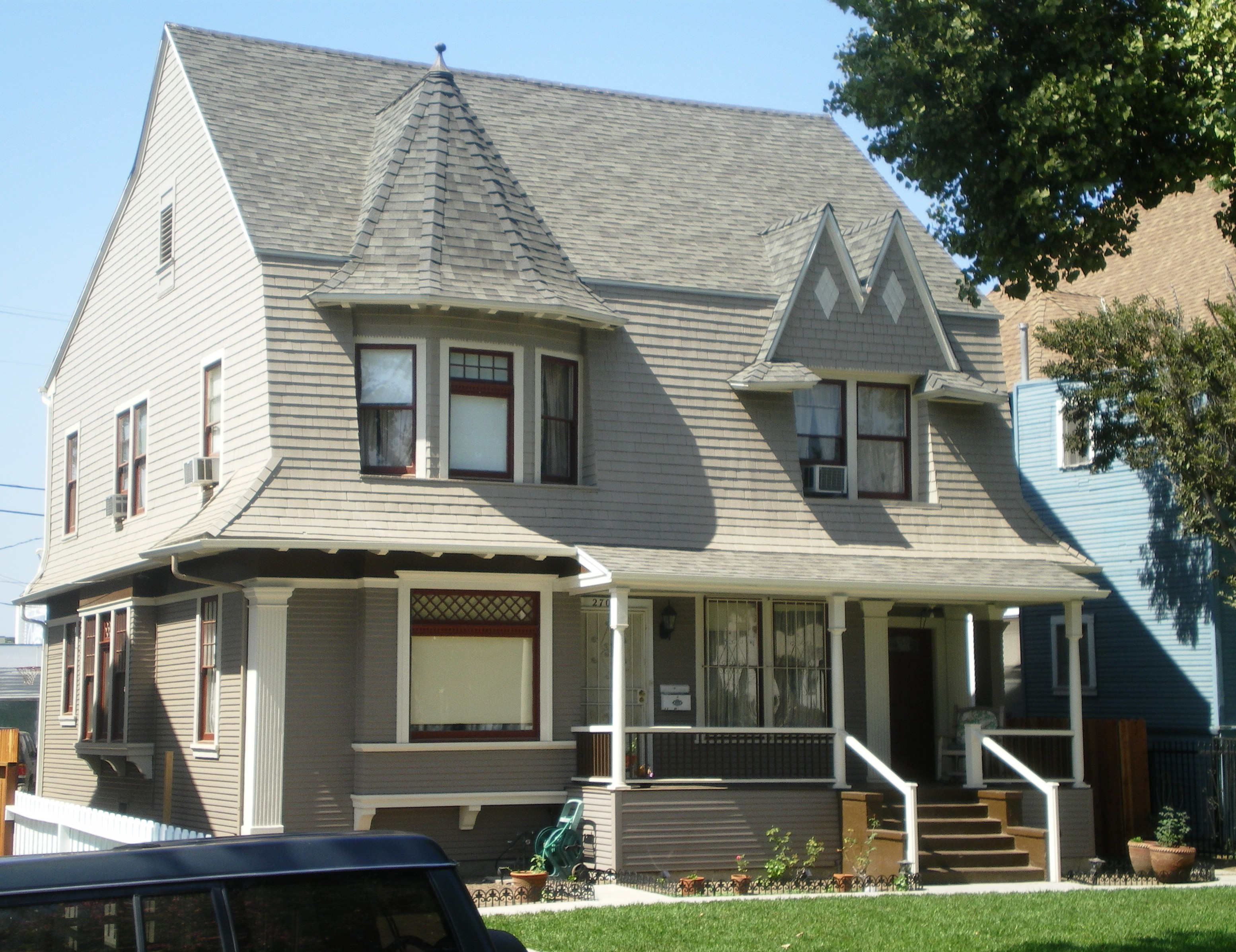
2707-2709 S. Menlo Ave.
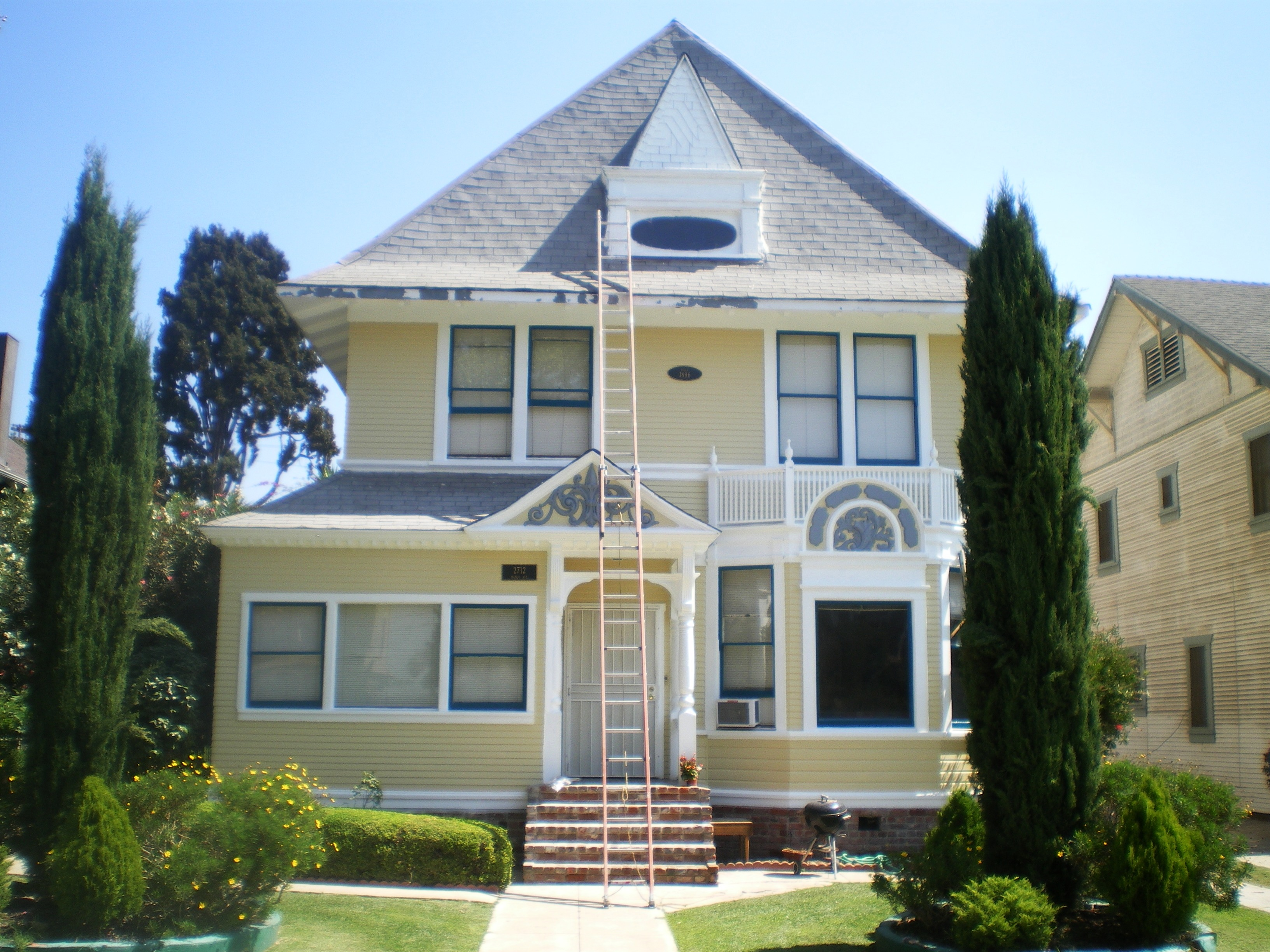
2712 S. Menlo Ave.
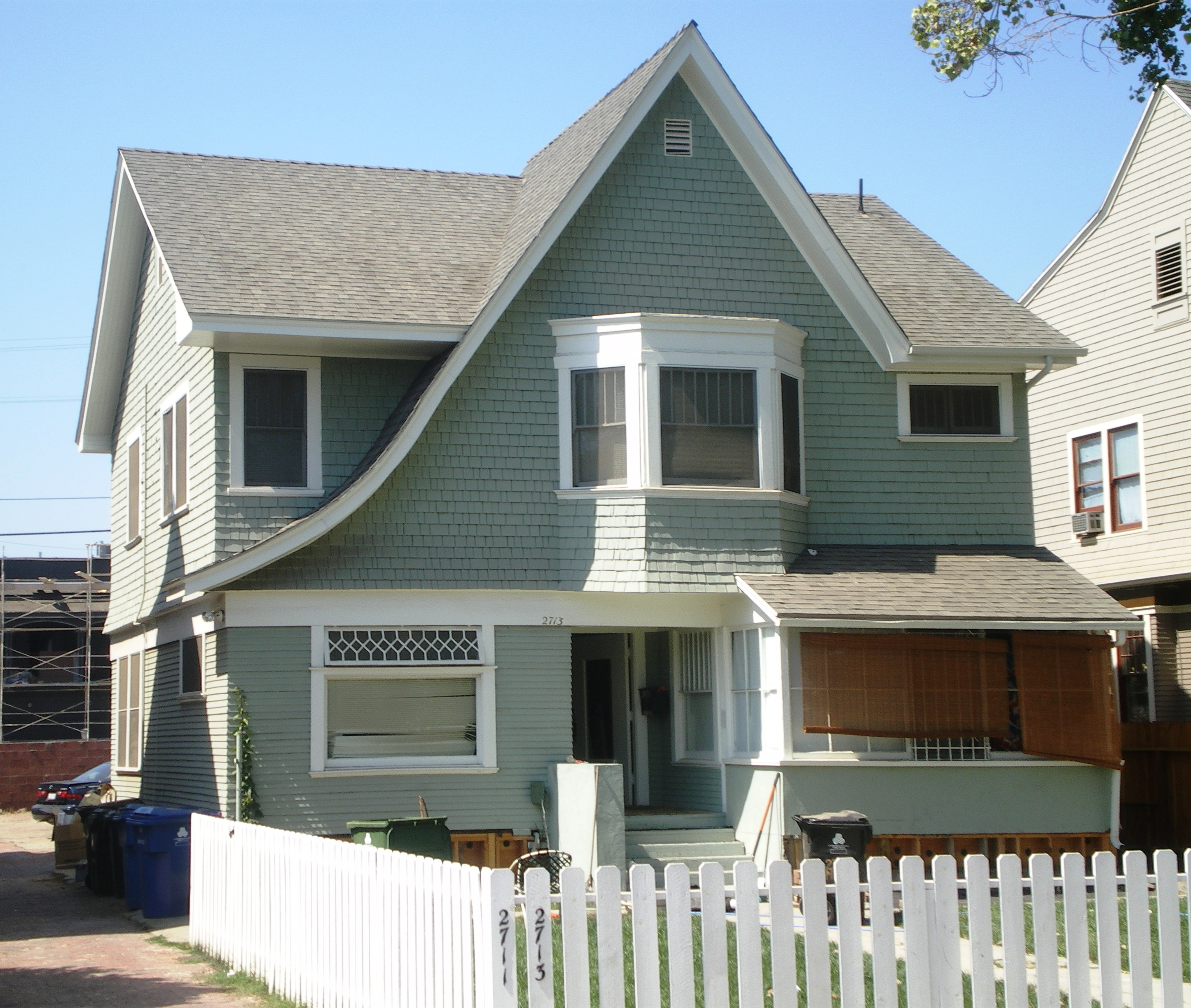
2713 S. Menlo Ave.
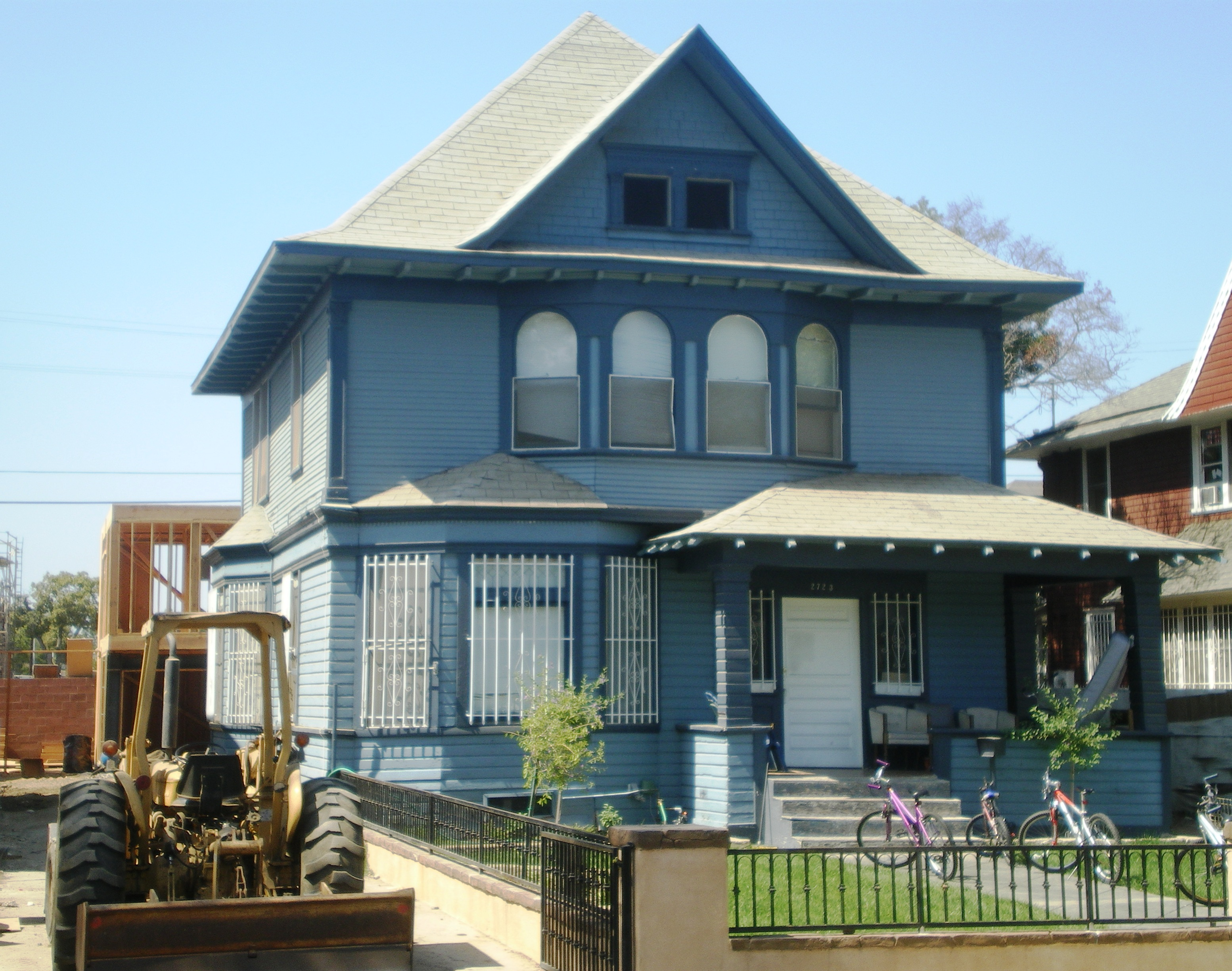
2723 S. Menlo Ave.
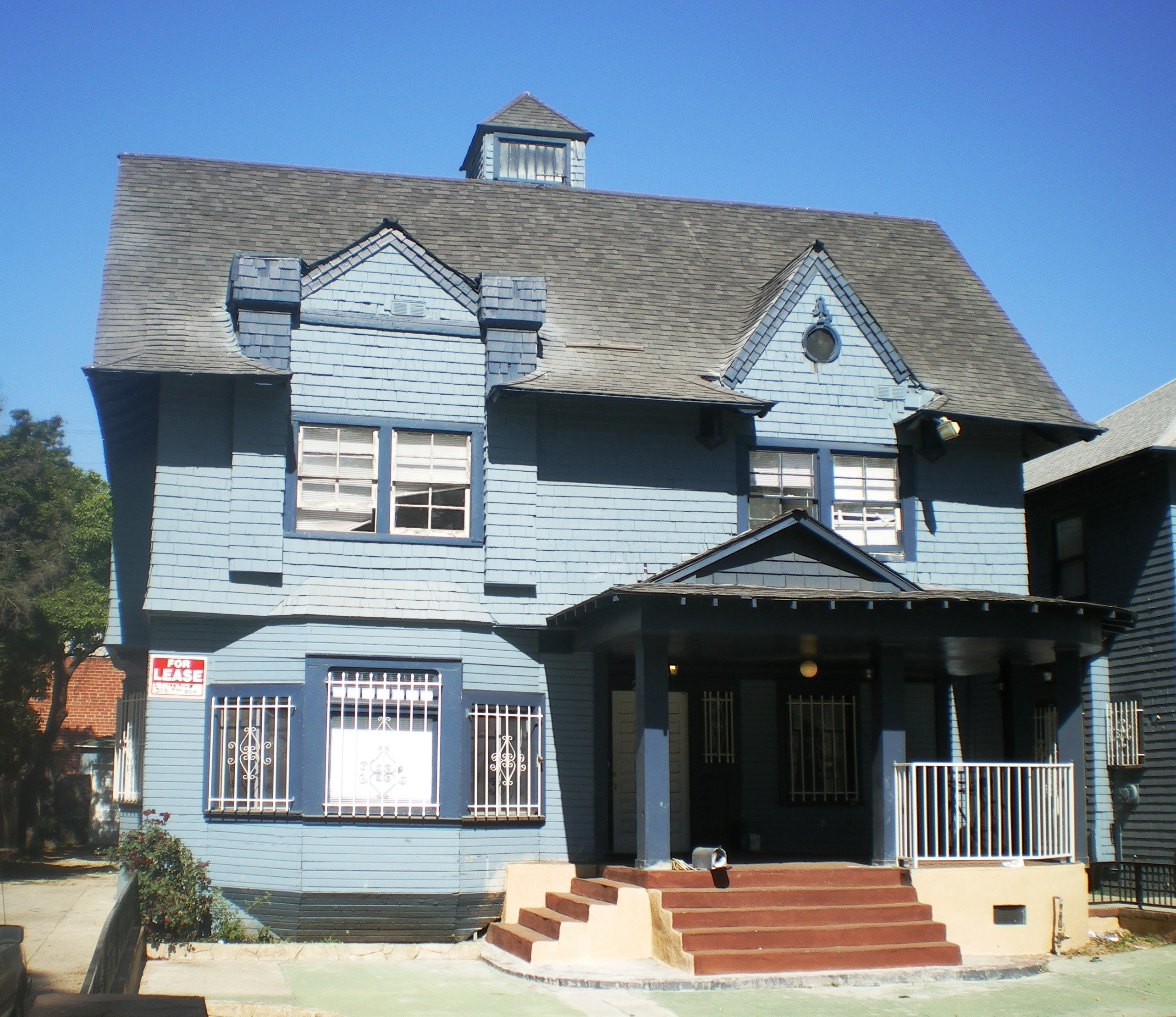
2801 S. Menlo Ave.
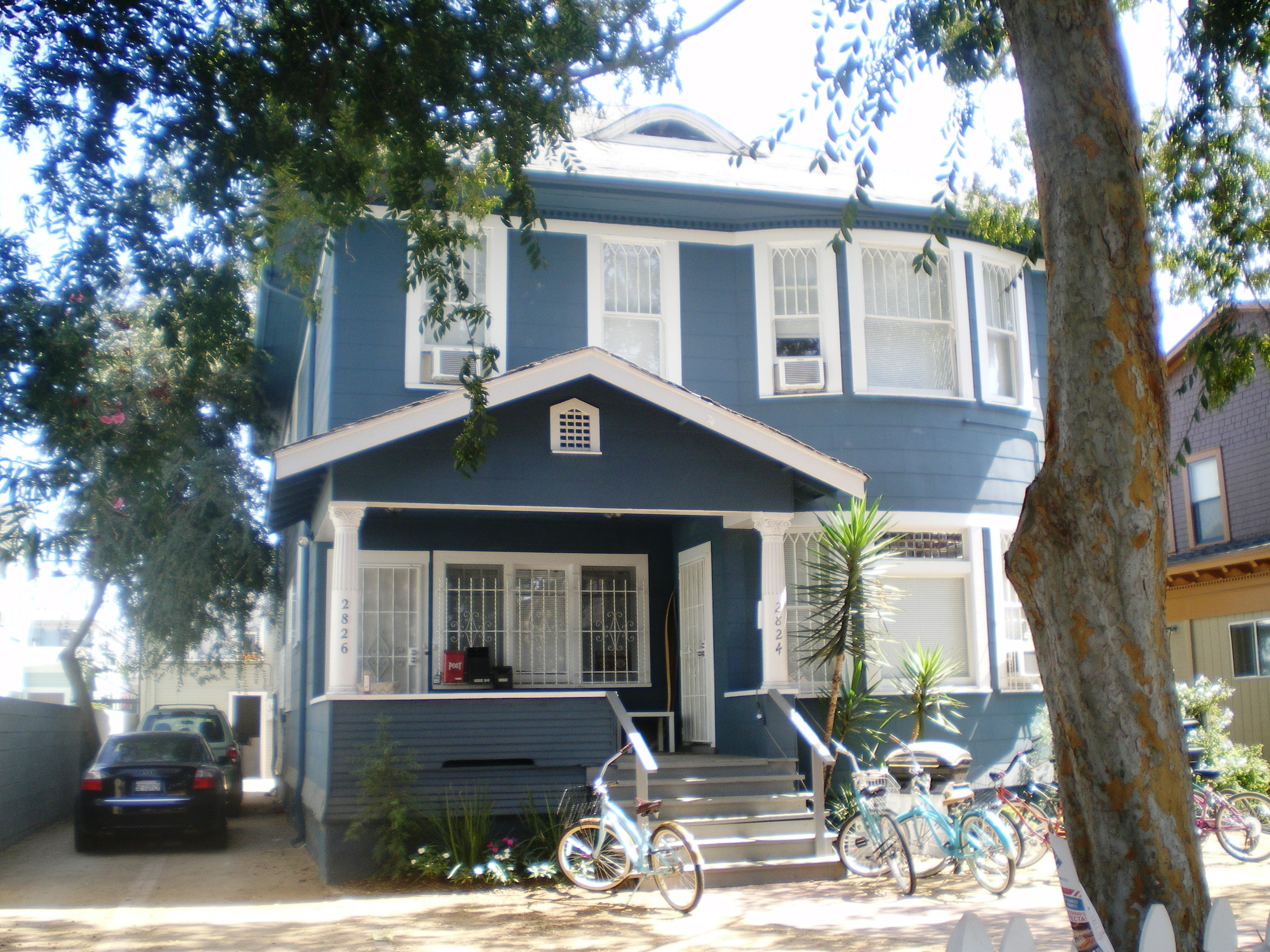
2824 S. Menlo Ave.
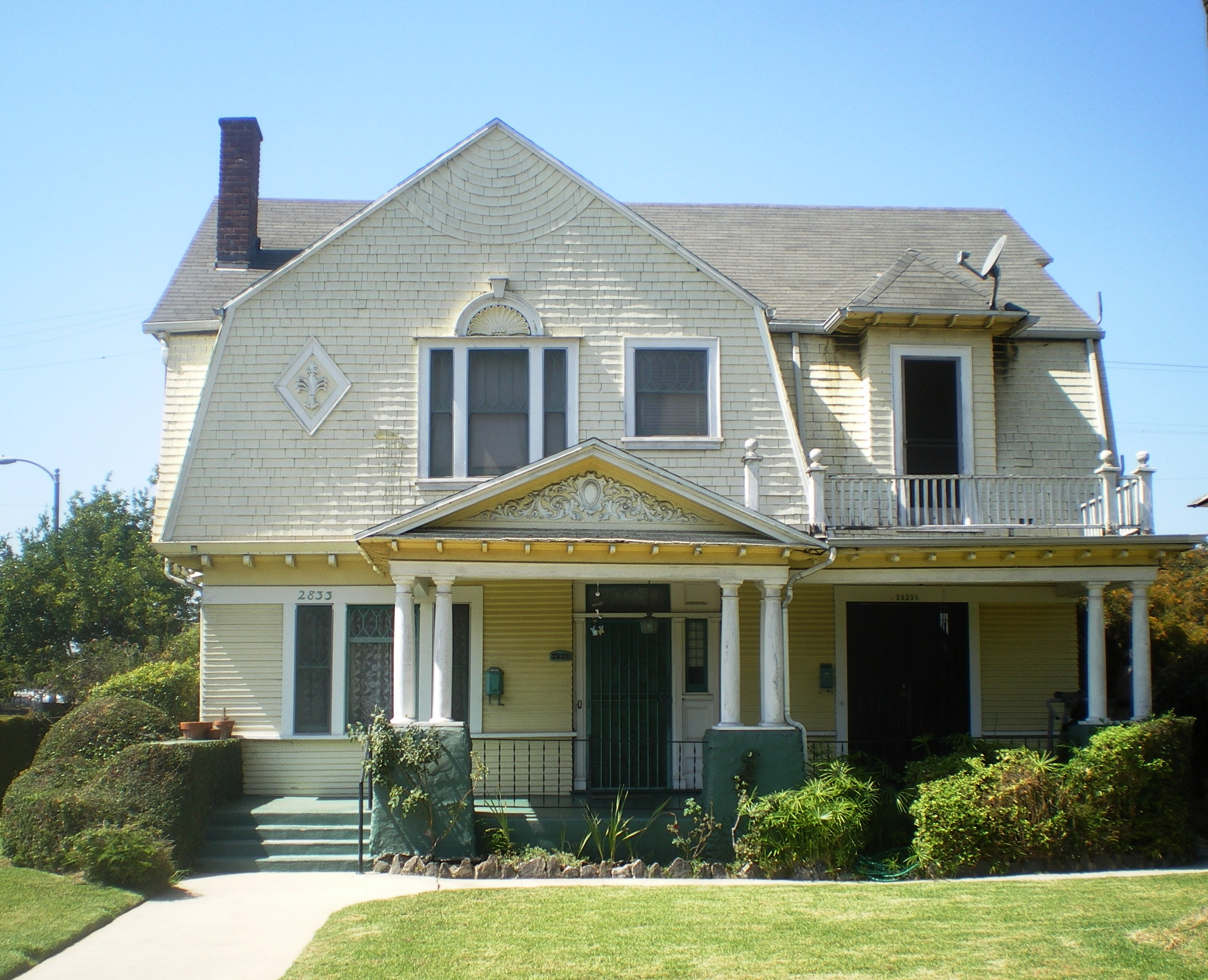
2833 S. Menlo Ave.
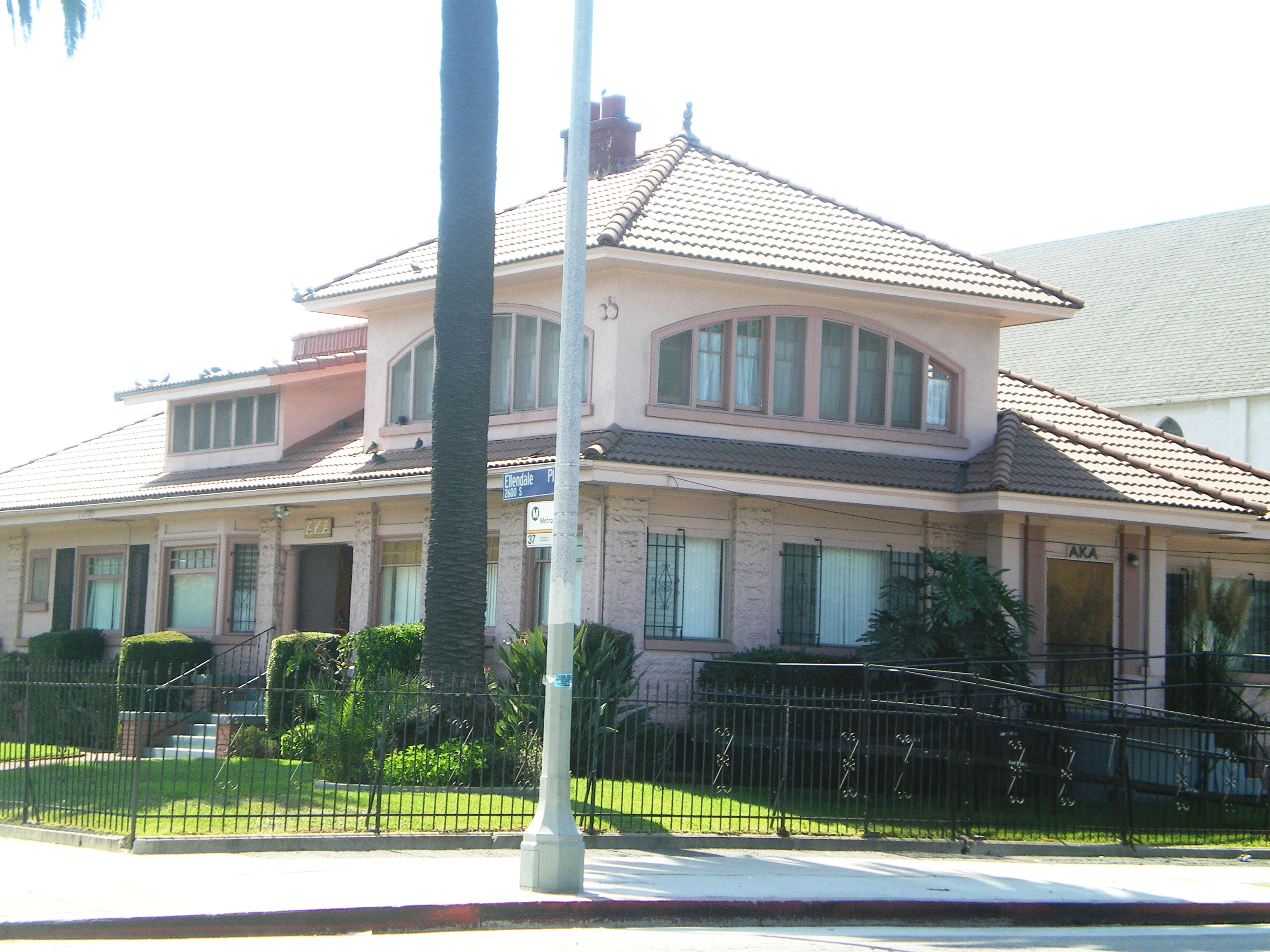
2615 Ellendale Place